# Naomi Altman
Pour les articles homonymes, voir Altman.
Naomi Simone Altman est une statisticienne canado-américaine connue pour son travail sur les méthodes du noyau et elle s'intéresse aux applications des statistiques à l'expression génétique et à la génomique. Elle est professeure de statistiques à l'université d'État de Pennsylvanie et chroniqueuse régulière pour la colonne "Points of Significance" dans Nature Methods.

## Formation et carrière
Altman a étudié les mathématiques à l'université de Toronto, où elle a obtenu son diplôme en 1974, et a passé deux ans à enseigner au Government Teacher's Training College à Lafia, au Nigeria. De retour au Canada, elle obtient une maîtrise en statistiques à Toronto en 1979.
Après avoir travaillé comme consultante statistique à l'université Simon Fraser et à l'université de la Colombie-Britannique, elle a terminé son doctorat en 1988 à l'université Stanford. Sa thèse, supervisée par Iain Johnstone, est intitulée Smoothing Data with Correlated Errors ,.
Elle a rejoint la faculté de l'université Cornell, dans l'unité de biométrie, et en est devenue la directrice du département de biométrie de 1997 à 2000. Elle a déménagé à Penn State en 2001.

## Travaux
Son travail concerne principalement les méthodes du noyau, notamment lissage de noyau (en) et la régression de noyau (en).

## Reconnaissance
Altman et son co-auteur Julio C. Villarreal ont remporté le prix 2005 du Canadian Journal of Statistics pour leur article "Régression par auto-modélisation pour les données longitudinales avec des covariables invariantes dans le temps",. En 2009, Altman est devenue membre de la Société américaine de statistique.

## Publications (sélection)
- N. S. Altman, « Kernel smoothing of data with correlated errors », Journal of the American Statistical Association, vol. 85, no 411,‎ septembre 1990, p. 749–759 (DOI 10.1080/01621459.1990.10474936, JSTOR 2290011, hdl 1813/33092 , lire en ligne) [KS]
- N. S. Altman, « An introduction to kernel and nearest-neighbor nonparametric regression », The American Statistician, vol. 46, no 3,‎ août 1992, p. 175–185 (DOI 10.1080/00031305.1992.10475879, JSTOR 2685209, hdl 1813/31637 , lire en ligne) [KR]
- Naomi Altman et Julio Villarreal, « Self-modelling regression for longitudinal data with time-invariant covariates », Canadian Journal of Statistics, vol. 32, no 3,‎ septembre 2004, p. 251–268 (DOI 10.2307/3315928, JSTOR 3315928) [AV]